# Miroslav Stevanović
Miroslav Stevanović (* 29. Juli 1990 in Zvornik, SFR Jugoslawien) ist ein bosnisch-herzegowinischer Fußballspieler.

## Karriere

### Verein
Stevanović begann seine Karriere in seinem Geburtsort Zvornik beim FK Drina Zvornik. Nach einem Jahr dort, wurde er von den Talent-Scouts von Vojvodina Novi Sad entdeckt, aber direkt an den FK Palić und an Borac Banja Luka verliehen. Seinen ersten Einsatz für Vojvodina bekam er am 15. August 2010 gegen den FK Jagodina (0:0). Mit den Serben spielte er 2011 auch in der Europa-League-Qualifikation. In der Winterpause 2012/13 wechselte Stevanović zu FC Sevilla, wo er in der Saison 2012/13 auch sieben Spiele für die Spanier machen durfte. Für die Saison 2013/14 standen für ihn zwei Leihen bevor. In der Hinrunde zum FC Elche in die Primera División und in der  Rückrunde zu Deportivo Alavés in die Segunda División. In der nächsten Saison wurde sein Vertrag beim FC Sevilla aufgelöst. Ein halbes Jahr später nahm ihn der Győri ETO FC auf. Nach einem halben Jahr nur, wechselte er nach Griechenland in die zweite Liga zu Ergotelis. Wiederum nach einem halben Jahr wechselte er erneut, diesmal in sein Heimatland zum FK Željezničar Sarajevo, wo er sofort Stammspieler wurde und in seinen 1½ Saisons dort alle außer einer möglichen Ligapartie bestritt. Im Sommer 2016 wechselte Stevanović dann zum Servette FC, wo er einen Vertrag bis 2019 erhielt, den er im Mai 2019 verlängerte. Im Jahr 2017 wurde er außerdem ins Dream-Team der Challenge League 2016/17 gewählt. Bis heute spielt er dort und ist Stammspieler. Außerdem hatte er eine sehr große Wichtigkeit beim Aufstieg von Servette in die Super League.

### Nationalmannschaft
Stevanović durchlief sämtliche Jugendnationalmannschaften der bosnisch-herzegowinischen Fußballnationalmannschaft. Dort überzeugte er sehr und wurde somit in die A-Nationalmannschaft berufen. Er durfte aber bisher bei keinem großen Turnier dabei sein.

## Erfolge
- 1× Bosnisch-Herzegowinischer Pokalsieger 2009/10 mit FK Borac Banja Luka
- 1× Auszeichnung „Bester Spieler der Saison 2016/17“ in der Premijer Liga in Bosnien-Herzegowina
- 1× Schweizer Cupsieger 2023/24 mit Servette FC